# Щеклеин, Степан Леонтьевич
Степа́н Лео́нтьевич Щекле́ин (11 июля 1884, Сенда, Биляморская волость, Уржумский уезд, Вятская губерния, Российская империя — 25 ноября 1975, Киров, РСФСР, СССР) — советский учёный-биолог, почвовед, доктор сельскохозяйственных наук, профессор. Создатель и заведующий кафедрой геологии и почвоведения (1930—1955), декан географического факультета (1939—1941), заведующий кафедрой физической географии Вятского педагогического института (1941—1955). Дважды кавалер ордена Ленина. Участник Первой мировой войны. 

## Биография
Родился 11 июля 1884 года в деревне Сенда ныне Мари-Турекского района Марий Эл.
Окончил Мари-Биляморское земское училище, в 1902 году — Александровскую Нартасскую сельскохозяйственную школу Уржумского уезда.
Трудовую деятельность начал в Нолинском лесничестве, где в 1902—1904 годах работал лесокультурным наблюдателем. Затем учительствовал в Хлебниковском земском училище. Помимо преподавания в школах и училищах проводил агитационную работу среди крестьян села Хлебниково и окрестных деревень, за что был переведён учителем в Конышевскую школу, где проработал до 1911 года.
Затем был вынужден уехать для поступления на Высшие сельскохозяйственные курсы в Петербург, что помогло ему избежать ареста. Окончить курсы в Петербурге учёному помешала Первая мировая война. В 1915 году он был призван в армию и отправлен на фронт. После революции вернулся домой в Вятскую губернию. Работал инструктором Уржумского Союза кооператоров, преподавал на сельскохозяйственных курсах в городе Уржуме.
В 1922 году окончил Тимирязевскую сельскохозяйственную академию.
В 1924—1941 годах — создатель и заведующий кафедрой геологии и почвоведения, в 1939—1941 годах — декан географического факультета, профессор-консультант, в 1941—1955 годах — заведующий кафедрой физической географии Вятского педагогического института. Проработал в институте до 1970 года.
Работал и консультантом по вопросам мелиорации, химизации, повышения плодородия почв, по изучению полезных ископаемых Кировской области для учреждений Кировского областного исполкома.
Занимался и общественной деятельностью: неоднократно избирался депутатом Кировского районного и городского Советов депутатов.
Скончался 25 ноября 1975 года в Кирове, похоронен там же.

## Научная деятельность
В годы учёбы в Тимирязевской сельскохозяйственной академии учился у академиков Д. Н. Прянишникова и В. Р. Вильямса.
В 1938 году стал кандидатом геолого-минералогических наук, при этом Учёным советом МГУ имени М. В. Ломоносова степень была присуждена без защиты самой диссертации.
В 1954 году успешно защитил докторскую диссертацию на тему «Эрозия почв Кировской области и меры борьбы с нею» в Почвенном институте Академии Наук СССР. Доктор сельскохозяйственных наук (1955).  
Одним из важнейших направлений его научной работы стало исследование природы, экономики и культуры местного края. В Кировской области под его руководством проведены более двадцати экспедиций, в том числе работа в составе Вятской почвенной экспедиции НКЗ СССР (1926—1929) в качестве руководителя почвенными отрядами по Уржумскому, Вятскому, Слободскому и другим уездам губернии. Так, совместно с Вятским НИИ краеведения Вятский педагогический институт провел ещё в 1922 году комплексную Синегорскую экспедицию (в Слободском уезде) для изучения рыбного промысла. Вторая Синегорская экспедиция под его руководством в 1922 году имела целью изучение кайских фосфоритов. Он был также руководителем экспедиции по изучению почв Яранского опытного поля в 1925 году и участником экспедиции Московского научного комитета для изучения почв Вятской губернии в 1926 и 1927 годов.
Неоднократно участвовал в работе съездов почвоведов, второго международного конгресса почвоведов (1930), международной геологической конференции по четвертичным отложениям (1932), семнадцатого международного геологического конгресса (1937).
Награждён орденами Ленина (дважды) и медалями.

## Основные научные труды
Далее представлен список основных научных трудов профессора С. Л. Щеклеина:
- Отчёт об исследовании фосфоритов в Синегорском районе Слободского уезда Вятской губернии в 1924 г. — Вятка, 1925. — 25 с.
- Вятские фосфориты и возможность разработки их: (Доклад Вятской краевой конференции по изучению производительных сил Вятско-Ветлужского края) / Вятский науч.-исследовательский институт краеведения.  — Вятка: Вятский научно-исследовательский институт краеведения, 1927 (1-я типо-лит. ГСНХ). — 29 с.
- Труды Вятского научно-исследовательского института краеведения. Т. 3. — Вятка: Издание Вятского научно-исследовательского института краеведения, 1927. — 125 с.: ил., карты.
- Эрозия почв Кировской области и меры борьбы с нею: Автореферат дис. на соискание ученой степени доктора сельскохозяйственных наук / Почв. ин-т им. В.В. Докучаева Акад. наук СССР. — Киров, 1954. — 48 с.

## Награды
- Орден Ленина (1954, 1961)[3]
- Медаль «За доблестный труд в Великой Отечественной войне 1941—1945 гг.»[1][3]
- Медаль «За доблестный труд. В ознаменование 100-летия со дня рождения Владимира Ильича Ленина» (1970)[1][3]

## Память
Некоторые личные вещи и фотодокументы из личного архива профессора С. Л. Щеклеина ныне хранятся в Кировском областном краеведческом музее.  